# أن بريسلي
أن بريسلي ( أغسطس 28، 1982 – أكتوبر 25، 2008) كانت مذيعة أخبار أمريكية لقناة KATV7 في ليتل روك، أركانساس. وُلدت في بيافورت، جنوب كاليفورنيا وترعرعت في غرينفيل. انتقلت إلي ليتل روك خلال فترة الثانوية عندما تزوجت أمها مرةً أُخري. في أكتوبر 20، 2008، تعرضت لهجوم وحشي خلال عملية سرقة علي منزلها وتوفيت بعد خمسة أيام.